# Association Jets d'encre
 (décembre 2021).
Créée en 2004, Jets d’encre est une association française loi de 1901 d’éducation populaire. Elle travaille pour la promotion et la défense de la presse d’initiative jeune. Reconnue comme « Association complémentaire de l’enseignement public » ainsi que « Jeunesse et éducation populaire » par le Ministère de l’Education nationale, de la Jeunesse et des Sports, elle œuvre en faveur de l’apprentissage par la pratique et par les pairs dans le cadre de l’éducation aux médias et à l’information et du développement de l’esprit critique. Confrontée à d’importantes difficultés financières, l’association est placée en liquidation judiciaire le 9 avril 2025,.

## Objectifs
Jets d’encre défend la liberté d'expression des jeunes à travers différents projets mettant en avant tout type de médias (journaux papier, web, webradio, web TV, etc.) dont la moyenne d’âge de la rédaction est entre 11 et 28 ans. Ces projets peuvent prendre place dans différentes structures, que ce soient des universités, lycées, collèges, associations ou communautés.
L'association opère dans toute la France et animait des réseaux locaux de journalistes jeunes .
Jets d’encre est une association de premier engagement, elle est donc dirigée uniquement par des membres qui ont entre 15 et 28 ans afin de rester plus représentative de son public (cela s’applique aux membres du conseil d’administration).

## Actions principales de l’association
• Festival Expresso : festival annuel, il rassemble entre 250 et 300 journalistes jeunes dans un gymnase, transformé à l’occasion en une immense salle de rédaction, à Paris pour réaliser un journal en 15 heures, dans les conditions du direct. Il se déroule en mai/juin.
• Concours Kaleïdo’scoop : concours annuel, il récompense des médias de toute la France dans plusieurs catégories selon l’âge et le type de média. Des fiches conseils sont envoyées à tous les participants et des prix sont décernés au(x) meilleur(s) média(s) de chaque catégorie. (en cours de refonte pour l'année 22-23) 
• les Rézos : collectif informel de journalistes jeunes qui se réunit à l’occasion de réunion à l’échelle d’une ville, d’un département, d’une région, d’un territoire. La fréquence de ces rencontres et où elles prennent place dépend des initiatives des bénévoles journalistes jeunes : cela peut donc varier d’une année sur l’autre.
• SOS censure : service juridique gratuit, il marche via une boîte mail à qui n’importe qui peut envoyer une question sur le droit de la presse jeune. Des bénévoles de l’association prennent le temps de répondre.
• les formations et interventions : l’association peut être contactée pour dispenser des formations à destination des élèves et des accompagnateurs et des accompagnatrices. Ces formations sont payantes et sont élaborées par un ou une salarié et des bénévoles pour favoriser la transmission de connaissances par les pairs.
• la carte de presse jeune : gage de reconnaissance, elle fait un lien symbolique entre tous les journalistes jeunes et montre une adhésion au code déontologique de la presse jeune, explicité dans la charte des journalistes jeunes.

## Mandats associatifs et associations partenaires
Jets d’encre est :
• Délégué à la communication du Réseau national des juniors associations,
• Secrétaire et anime l’Observatoire des pratiques de presse lycéenne,
• Membre du conseil d’administration d’Animafac,
• Membre du Conseil d'Orientation et de Perfectionnement du CLEMI.
Jets d'encre a un comité des partenaires, dont les membres sont :
• le CLEMI,
• Reporters sans frontières,
• la Ligue de l'enseignement,
• le Défenseur des droits,
• le Réseau national des juniors associations,
• Animafac,
• l'Association nationale des conseils d’enfants et de jeunes,
• la Ligue des droits de l’homme,
• le Forum français de la jeunesse,
• le Parlement européen des jeunes.

## Historique de l’association
2004 - 2005 : constitution du premier conseil d’administration et embauche du premier salarié de l’association. Conjointement par les membres, il est décidé que  les administrateurs et administratrices seraient également porteurs et porteuses de projets pour avoir une expérience de terrain et ainsi, assurer au mieux le pilotage de la structure. Un travail est entrepris sur la création du site internet, la refonte d’une partie des statuts et l'écriture d’un manifeste. Jets d’encre intègre également le RNJA comme secrétaire général.
2005 - 2006 : organisation du Festival Expresso et de l’Université d’été Press’citron qui correspondent au deux grands événements de l’association. Une conférence de presse jeune a lieu grâce au Ministère de l’Éducation Nationale, elle permet la création de la Carte de Presse Jeune. En parallèle, Jets d’encre travaille avec l’Observatoire des pratiques de presse lycéenne sur les zones d’ombre de la circulaire de 1991 - 2002.
2006 - 2007 : l’association devient partenaire du prix Varenne organisé par le CLEMI. Grâce à sa grande implication, elle en devient co-organisatrice. Avec l’ANACEJ, elle publie le guide Les jeunes font leur presse - Lancer son journal dans son quartier ou dans sa ville.
2007 - 2008 :  création de quatre rézos pour renforcer l’ancrage territorial de l'association. Seuls deux subsistent : Île-de-France et Rhône-Alpes. En parallèle, une campagne d’incitation à la création de journaux est mise en place grâce à un kit téléchargeable en ligne. Pour le 10ème anniversaire de la CIDL, 10 journaux en direct sont réalisés dans toute la France, montrant la large capacité de mobilisation de l’association. Pour la campagne présidentielle de 2007, un blog d'expression libre est mis en place avec le CLEMI, Phosphore et Le Mouv'.
2008 - 2009 : publication du kit Créer son journal qui est ensuite décliné en kit Créer son journal lycéen. Une expérimentation de formation auprès des élus à la vie lycéenne et accompagnateurs et accompagnatrices de médias dans une dizaine d’académies est lancée. C’est également l’année où Jets d’encre refond son identité graphique.
2009 - 2010 : année de consultations pour créer des propositions au Ministère de l’Éducation Nationale sur le thème de la réforme des lycées.
2010 - 2010 :  en juin 2010 acquisition de l’agrément Jeunesse et éducation populaire puis en juin 2011 obtient l’agrément Association complémentaire de l’enseignement public. L'association s'investit dans la rédaction de la circulaire Responsabilité et engagement des lycéens (publiée en août 2010) pour réaffirmer le droit des lycéens et lycéennes en termes de liberté d’expression.
2011 - 2012 : campagne des 20 ans de la reconnaissance du droit de publication lycéen et dans ce cadre initiation d’une nouvelle consultation avec l’Observatoire des pratiques de presse lycéenne. C’est également l’année de lancement des Rencontres Régionales des Journalistes Jeunes, journée de formation à l’échelle d’un territoire organisée une fois par an.
2012 -2013 : publication de 6 guides d’autoformation payant. Mise en place d’un blog d’expression libre autour des présidentielles de 2012 avec Animafac et l’Etudiant. Jets d’encre continue son activité de plaidoyer avec une participation à la consultation du Ministère de l’Éducation Nationale Refonte de l’école qui a permis ensuite de transmettre des propositions ; et en décembre 2013, la participation au groupe de travail De nouveaux droits pour les enfants mettant en avant la proposition d’abaisser l’âge pour être directeur ou directrice de publication quel que soit le cadre de publication aux mineurs.
2013 - 2014 : Jets d’encre fête ses 10 ans et organise deux Rencontres Régionales des Journalistes Jeunes à cette occasion ainsi qu’une célébration à l’occasion d’Expresso. C’est également le lancement de Kaleïdo’scoop en novembre 2013 à la suite de l’arrêt du prix Varenne et de la publication du Kit pour débattre de la liberté d’expression.
2015 - 2016 : publication du guide Créer son journal dans son quartier ou dans sa ville en partenariat avec Animafac et lancement de rézo Bretagne grâce à l’aide d’une volontaire en service civique.
2016 - 2017 : la dernière avancée de la presse jeune dans le cadre légal s’est effectuée en 2017 lors de la promulgation la loi relative à l’égalité et la citoyenneté. L’article 15 de la loi autorise les mineurs de 15 ans, hors cadre scolaire, d’être directeur de publication – ce qui était une proposition et une revendication de Jets d’encre présente dans son Livre Blanc publié à l’occasion des 10 ans de l’association. C’est également l’année de lancement du rézo Limousin et de publication du kit SOS censure.
2017 - 2018 : réédition du kit Créer son journal web.
2018 - 2019 : début de la réflexion sur l'intégration des nouveaux médias (web radio, web TV) avec l’ouverture d’une catégorie web radio à Kaleïdo’scoop. L'association revoit également son manifeste qui n’a pas évolué depuis 2004. Les Rencontres Régionales des Journalistes jeunes deviennent les Im’médias, format plus facile à organiser pour pouvoir en réaliser plusieurs par an.
2019 - 2020 : publication du kit Créer sa webradio, intégration des webradio au Festival Expresso et création d’une catégorie webTV au concours Kaleïdo’sccop en continuité avec la réflexion sur l’intégration des nouveaux médias. Une refonte de la Carte de Presse Jeune voit le jour pour lui donner un aspect plus professionnel.
2020 - 2021 : publication du kit Créer sa web tv. L’association lance une consultation du nom de Droit de Réponse pour mettre à jour son Livre Blanc et les propositions qui y figurent.
Avril 2025 : en proie à d'importantes difficultés financières, l'association dépose une déclaration de cessation de paiement. Elle est placée en Liquidation judiciaire le 9 avril 2025, marquant ainsi la fin de Jets d’encre après vingt-et-un ans d’existence.
1. ↑  David Oupoh Gozo, « Avec l'association Jets d'encre, formez-vous aux médias et à l'information ! », sur ANACEJ, 10 septembre 2021 (consulté le 27 décembre 2021).
2. 1 2  « Communiqué "Jets d'encre est mort, vive la presse jeune" », sur www.instagram.com (consulté le 14 avril 2025)
3. ↑  « Il y a encore quelques mois, nous nous étions tous réunis pour célébrer… | Youenn Louedec Debroise », sur fr.linkedin.com (consulté le 14 avril 2025)
4. ↑  « Le Festival Expresso », sur Jets d'encre (consulté le 27 décembre 2021).
5. ↑  « Le Concours Kaleido'scoop », sur Jets d'encre (consulté le 27 décembre 2021).
6. ↑  « Le réseau », sur Jets d'encre (consulté le 27 décembre 2021).
7. ↑  « Service SOS Censure », sur Jets d'encre (consulté le 27 décembre 2021).
8. ↑  « Formations et interventions », sur Jets d'encre (consulté le 27 décembre 2021).
9. 1 2  « La carte de presse jeune », sur Jets d'encre (consulté le 27 décembre 2021).
10. ↑  « Charte des journalistes jeunes », sur Jets d'encre (consulté le 27 décembre 2021).
11. ↑  « Réseau National des Juniors Associations : Membres », sur Réseau National des Juniors Associations (consulté le 27 décembre 2021).
12. ↑  « Présentation », sur Observatoire des pratiques de presse lycéenne, 9 mai 2016 (consulté le 27 décembre 2021).
13. ↑  « L'équipe »(Archive.org • Wikiwix • Archive.is • Google • Que faire ?), sur Animafac (consulté le 27 décembre 2021).
14. ↑  « Nomination », sur Ministère de l'Education Nationale de la Jeunesse et des Sports (consulté le 27 décembre 2021).
15. ↑  « Nos partenaires », sur Jets d'encre (consulté le 27 décembre 2021).
16. ↑  https://www.jetsdencre.asso.fr/wp-content/uploads/2020/02/Manifeste-Jets-dencre-2019.pdf
17. ↑  « Décret n°91-173 du 18 février 1991 relatif aux droits et obligations des élèves dans les établissements publics locaux d'enseignement du second degré », sur www.legifrance.gouv.fr (consulté le 27 décembre 2021).
18. ↑  « Bulletin officiel du Ministère de l'éducation nationale n°7 du 14 février 2002 », sur www.education.gouv.fr (consulté le 27 décembre 2021).
19. ↑  https://www.cairn.info/revue-le-francais-aujourd-hui-2007-2-page-125.htm
20. ↑  http://www.jetsdencre.asso.fr/wp-content/uploads/2019/08/Kit-cr%C3%A9er-son-journal-papier_Jetsdencre.pdf
21. ↑  « Liste des associations agréées Jeunesse / Éducation populaire », sur Associations.gouv.fr, 27 décembre 2021 (consulté le 27 décembre 2021).
22. ↑  « Les associations agréées par l'Éducation nationale », sur Ministère de l’Éducation Nationale de la Jeunesse et des Sports (consulté le 27 décembre 2021).
23. ↑  « Vie lycéenne », sur Ministère de l’Éducation Nationale de la Jeunesse et des Sports (consulté le 27 décembre 2021).
24. ↑  http://www.jetsdencre.asso.fr/wp-content/uploads/2019/03/LB_objectifs-et-propositions_final.pdf
25. 1 2  « Nos anciens projets », sur Observatoire des pratiques de presse lycéenne, 15 mars 2016 (consulté le 27 décembre 2021).
26. ↑  (en) « R2J2 2012 - Le programme by Association Jets d'encre - Issuu », sur issuu.com (consulté le 27 décembre 2021).
27. ↑  « Nos Ressources », sur Jets d'encre (consulté le 27 décembre 2021).
28. ↑  « 2012 est à vous : les jeunes bloguent la présidentielle ! », sur L'Étudiant (consulté le 27 décembre 2021).
29. ↑  « La refondation de l’école », sur Les Echos, 31 octobre 2012 (consulté le 27 décembre 2021).
30. ↑  https://www.vie-publique.fr/sites/default/files/rapport/pdf/144000326.pdf
31. ↑  adechelle, « Kaléïdo’scoop : un nouveau concours de presse jeune | POUR L'EDUCATION AUX MEDIAS » (consulté le 27 décembre 2021).
32. ↑  http://www.jetsdencre.asso.fr/wp-content/uploads/2019/09/Kit-debat-V2019.pdf
33. ↑  http://www.jetsdencre.asso.fr/wp-content/uploads/2019/08/Kit-SOS-Censure-VF.pdf
34. ↑  http://www.jetsdencre.asso.fr/wp-content/uploads/2019/09/Kit-cr%C3%A9er-son-journal_web_MAJ-2018_quadri_HQ.pdf
35. ↑  http://www.jetsdencre.asso.fr/wp-content/uploads/2019/03/Manifeste_Jets-dencre.pdf
36. ↑  http://www.jetsdencre.asso.fr/wp-content/uploads/2020/03/Kit-cr%C3%A9er-sa-radio-version-web_MAJ-2020_quadri_vcorrig%C3%A9-3.pdf
37. ↑  http://www.jetsdencre.asso.fr/wp-content/uploads/2020/10/Kit-creer-sa-web-TV-VF.pdf
38. ↑  « Droit de réponse », sur Jets d'encre (consulté le 27 décembre 2021).